# Ікосаедрична піраміда

Ортогональна двовимірна проєкція рівногранної ікосаедричної піраміди, що обертається навколо площини, яка проходить через два паралельні ребра її основи

| Ікосаедрична піраміда | Ікосаедрична піраміда                        | Ікосаедрична піраміда                        |
| --------------------- | -------------------------------------------- | -------------------------------------------- |
| Діаграма Шлегеля      |                                              |                                              |
| Тип                   | многогранна піраміда                         | многогранна піраміда                         |
| Символ Шлефлі         | () ∨ {3,5}                                   | () ∨ {3,5}                                   |
| Комірок               | 21                                           | 1 {3,5} 20 () ∨ {3}                          |
| Граней                | 50                                           | 20+30 {3}                                    |
| Ребер                 | 12+30                                        | 12+30                                        |
| Вершин                | 13                                           | 13                                           |
| Двоїстий              | додекаедрична піраміда                       | додекаедрична піраміда                       |
| Група симетрії        | H3, [5,3,1], order 120                       | H3, [5,3,1], order 120                       |
| Властивості           | опуклий, правильнокомірковий, політоп Блінда | опуклий, правильнокомірковий, політоп Блінда |

Ікосаедри́чна пірамі́да — чотиривимірний многогранник (багатокомірник): многогранна піраміда, що має основою ікосаедр.

## Опис
Обмежена 21 тривимірною коміркою — 20 тетраедрами і 1 ікосаедром. Ікосаедрична комірка оточена всіма двадцятьма тетраедричними; кожна тетраедрична комірка оточена ікосаедричною і трьома тетраедричними.
50 двовимірних граней — трикутники. 20 граней розділяють ікосаедричну і тетраедричну комірки, решта 30 — дві тетраедричні.
Має 42 ребра. На 30 ребрах сходяться по три грані і по три комірки (ікосаедрична і дві тетраедричні), на решті 12 — по п'ять граней і по п'ять комірок (тільки тетраедричні).
Має 13 вершин. У 12 вершинах сходяться по 6 ребер, по 10 граней і по 6 комірок (ікосаедрична і п'ять тетраедричних); у 1 вершині — 12 ребер, 30 граней і всі 20 тетраедричних комірок.

## Рівногранна ікосаедрична піраміда
Якщо всі ребра ікосаедричної піраміди мають рівну довжину {\displaystyle a} її грані — однакові правильні трикутники. Чотиривимірний гіпероб'єм та тривимірна гіперплоща поверхні такої піраміди виражаються відповідно як
{\displaystyle V_{4}={\frac {5}{96}}\left(1+{\sqrt {5}}\right)a^{4}\approx 0{,}1685452a^{4},}
{\displaystyle S_{3}={\frac {5}{12}}\left(3+4{\sqrt {2}}+{\sqrt {5}}\right)a^{3}\approx 4{,}5387176a^{3}.}
Висота піраміди при цьому дорівнюватиме
{\displaystyle H={\frac {1}{4}}\left({\sqrt {5}}-1\right)a\approx 0{,}3090170a,}
радіус описаної гіперсфери (що проходить через усі вершини багатокомірника)
{\displaystyle R={\frac {1}{2}}\left(1+{\sqrt {5}}\right)a\approx 1{,}6180340a,}
радіус зовнішньої напіввписаної гіперсфери (що дотикається до всіх ребер у їхніх серединах) -
{\displaystyle \rho _{1}={\frac {1}{2}}{\sqrt {5+2{\sqrt {5}}}}\;a\approx 1{,}5388418a,}
радіус внутрішньої напіввписаної гіперсфери (що дотикається до всіх граней у їхніх центрах)
{\displaystyle \rho _{2}={\frac {1}{6}}\left({\sqrt {15}}+3{\sqrt {3}}\right)a\approx 1{,}5115226a,}
радіус вписаної гіперсфери (що дотикається до всіх комірок) -
{\displaystyle r={\frac {\left(4{\sqrt {2}}-5\right)\left(2+{\sqrt {5}}\right)-1}{12}}\;a\approx 0{,}1485399a.}
Центр вписаної гіперсфери розташований всередині піраміди, центри описаної та обох напіввписаних гіперсфер — в одній і тій самій точці поза пірамідою.
Таку піраміду можна отримати, взявши опуклу оболонку будь-якої вершини шестисоткомірника та всіх 12 сусідніх вершин, з'єднаних з нею ребром.
Кут між двома суміжними тетраедричними комірками дорівнює {\displaystyle \arccos \left(-{\frac {1+3{\sqrt {5}}}{8}}\right)\approx 164{,}48^{\circ },} як і у шестисоткомірнику. Кут між ікосаедричною коміркою та будь-якою з тетраедричних дорівнює {\displaystyle \arccos {\frac {\sqrt {7+3{\sqrt {5}}}}{4}}\approx 22{,}24^{\circ }.}

## У координатах
Рівногранну ікосаедричну піраміду з довжиною ребра {\displaystyle 2} можна розмістити в декартовій системі координат так, щоб її вершини мали координати
- {\displaystyle \left(0;\;\pm 1;\;\pm \Phi ;\;0\right),}
- {\displaystyle \left(\pm \Phi ;\;0;\;\pm 1;\;0\right),}
- {\displaystyle \left(\pm 1;\;\pm \Phi ;\;0;\;0\right),}
- {\displaystyle \left(0;\;0;\;0;\;\Phi ^{-1}\right),}

де {\displaystyle \Phi ={\frac {1+{\sqrt {5}}}{2}}} — відношення золотого перетину.